# Mikałaj Czarniak
Mikałaj Czarniak (ur. 16 listopada 1986) – białoruski sztangista, mistrz Europy.
Największym jego sukcesem jest mistrzostwo Europy w Bukareszcie zdobyte w 2009 roku w kategorii do 77 kg. Rok później, w Mińsku, zdobył brązowy medal, jednak został zdyskwalifikowany za doping.